# Hans-Joachim Blome
Hans-Joachim Blome (* 1950) ist ein deutscher Astrophysiker und Kosmologe.

## Leben und Wirken
Blome studierte Physik und Astronomie an den Universitäten Clausthal, Bonn und Köln und wurde 1982 an der Universität zu Köln promoviert (Feldtheorie der Gravitation und Ausbreitung von Materiefeldern). Er war von 1983 bis 1987 am Institut für Astrophysik der Universität Bonn (bei dem er auch später noch Mitglied der Kosmologie-Gruppe blieb), und ab 1988 wissenschaftlicher Mitarbeiter am Deutschen Zentrum für Luft- und Raumfahrt (DLR) in Köln, wo er bei der Spacelab-D-2-Mission mitarbeitete. Im Jahr 1995 war er zu Forschungssemestern bei der NASA und am Center for Advanced Space Studies in Houston. Von 1996 bis 1998 war Blome Mitglied der strategischen Planungsgruppe Extraterrestrische Forschung beim DLR. 1997 wurde er vom DLR in das Raumfahrtreferat im Bundesministerium für Forschung und Technology (BMFT) abgeordnet und war 1998 einer der deutschen Delegierten im Wissenschaftsprogramm der ESA im Auftrag des DLR. Blome ist seit 1999 Professor an der Fachhochschule Aachen im Fachbereich Raumfahrttechnik. Dort lehrt er Physik und Himmelsmechanik.
Blome befasst sich mit Gravitationsphysik, Kosmologie und Raumfahrtdynamik. Mit Wolfgang Priester entwickelte er das Big Bounce Modell der Kosmologie, ein Modell zyklischer Universen und sie prägten den Begriff 1987. Mit Friedrich W. Hehl und Bahram Mashhoon entwickelte er eine nichtlokale Erweiterung der Allgemeinen Relativitätstheorie, die Dunkle Materie erklären soll. Er untersuchte mögliche Erklärungen der Pioneer-Anomalie (inzwischen auf anisotrope Wärmeabstrahlung der Sonde zurückgeführt) und war Teil eines Konsortiums, das eine Mission zur näheren Untersuchung vorschlug. Blome ist Autor bzw. Ko-Autor populärwissenschaftlicher Bücher zur Kosmologie und einer Übersicht dazu im Bergmann-Schaefer.

## Schriften (Auswahl)
- mit Josef Hoell, Wolfgang Priester: Kosmologie, in Bergmann-Schaefer Lehrbuch der Experimentalphysik, Band 8, De Gruyter, 2002
- Die Entdeckung des Urknalls, Beck 2016
- mit Harald Zaun: Der Urknall, Beck wissen, 4. Auflage, 2018
- Raumfahrt – zwischen Himmel und Erde, in: Birgit Stackenbrock (Hrsg.): Technologien für das 21. Jahrhundert, Brockhaus 2000, S. 572–679

Einige Aufsätze, außer die in den Fußnoten zitierten:
- mit Priester: Urknall und Evolution des Kosmos, Teil 1 Einstein-Friedmann-Kosmos und das Neutrino-Problem, Naturwissenschaften, Band 71, 1984, S. 456–467, Teil 2, Inflationär modifizierter Urknall und Eschatologie des Kosmos, S. 515–527
- mit Mashhoon: Quasinormal oscillations of a Schwarzschild black hole, Phys. Lett., A, Band 100, 1984, S. 231–234
- mit Priester: Vacuum energy in cosmic dynamics, Astrophysics and Space Science, Band 117, 1985, S. 327–335
- mit Wolfgang Kundt: Wie funktionieren die aktiven Kerne der Galaxien?, Naturwissenschaften, Band 76, 1989, S. 310–317
- Das Quantenvakuum und die kosmologische Konstante, Physikalische Blätter, Band 45, 1989, S. 51–56
- mit Thomas L. Wilson: The entangled Universe, in: Maurice Shapiro (Hrsg.): Relativistic astrophysics and cosmology, Erice 2002, World Scientific 2004, S. 23–38